# Erlangea
Erlangea là một chi thực vật có hoa trong họ Cúc (Asteraceae).

## Loài
Chi Erlangea gồm các loài: